# Прісака (Олт)
Прісака (рум. Prisaca) — село у повіті Олт в Румунії. Входить до складу комуни Вулпень.
Село розташоване на відстані 173 км на захід від Бухареста, 36 км на захід від Слатіни, 18 км на північний схід від Крайови.

## Населення
За даними перепису населення 2002 року у селі проживали 168 осіб, усі — румуни. Усі жителі села рідною мовою назвали румунську.